# Paul Geister

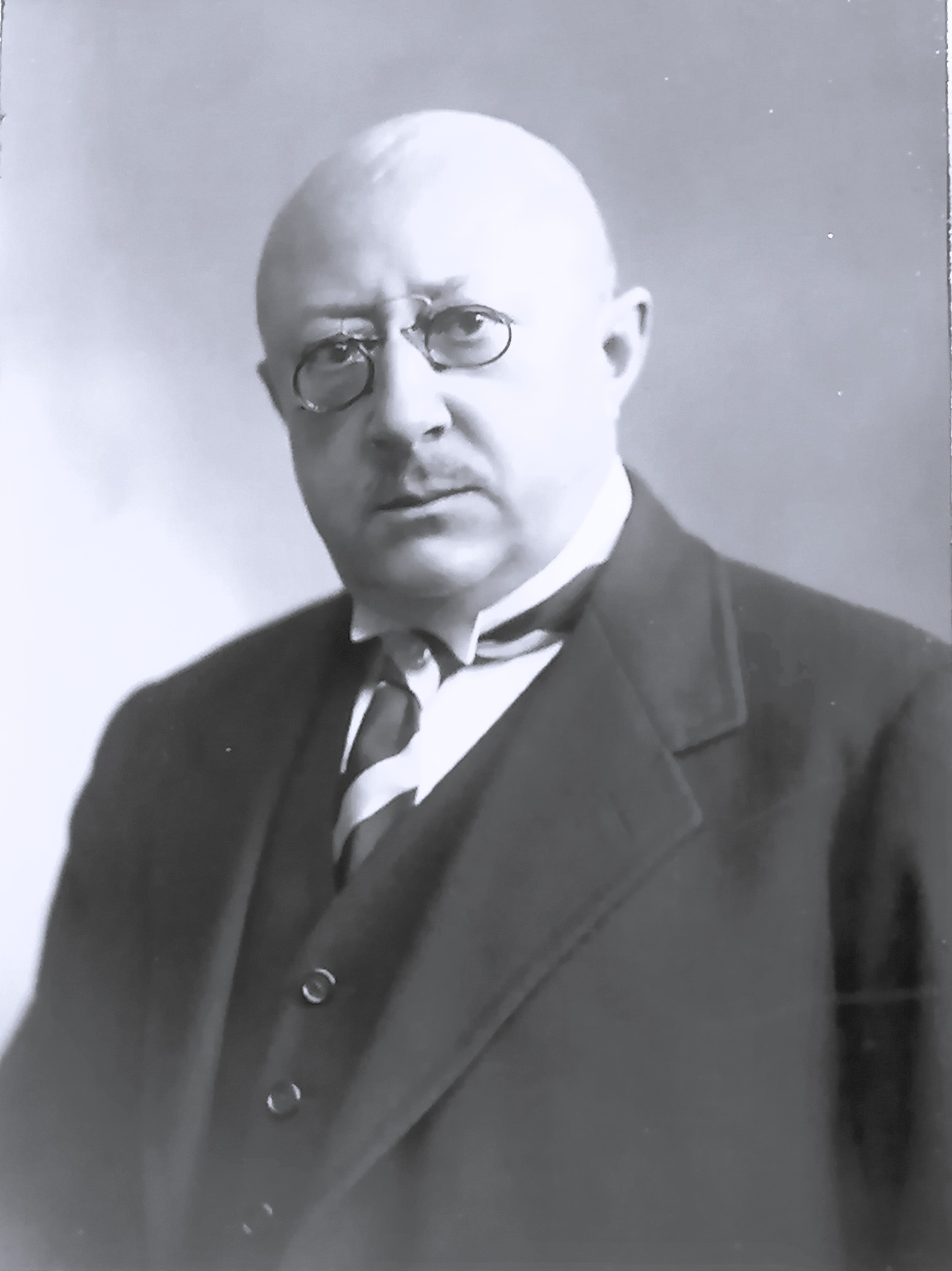
Senator Paul Geister

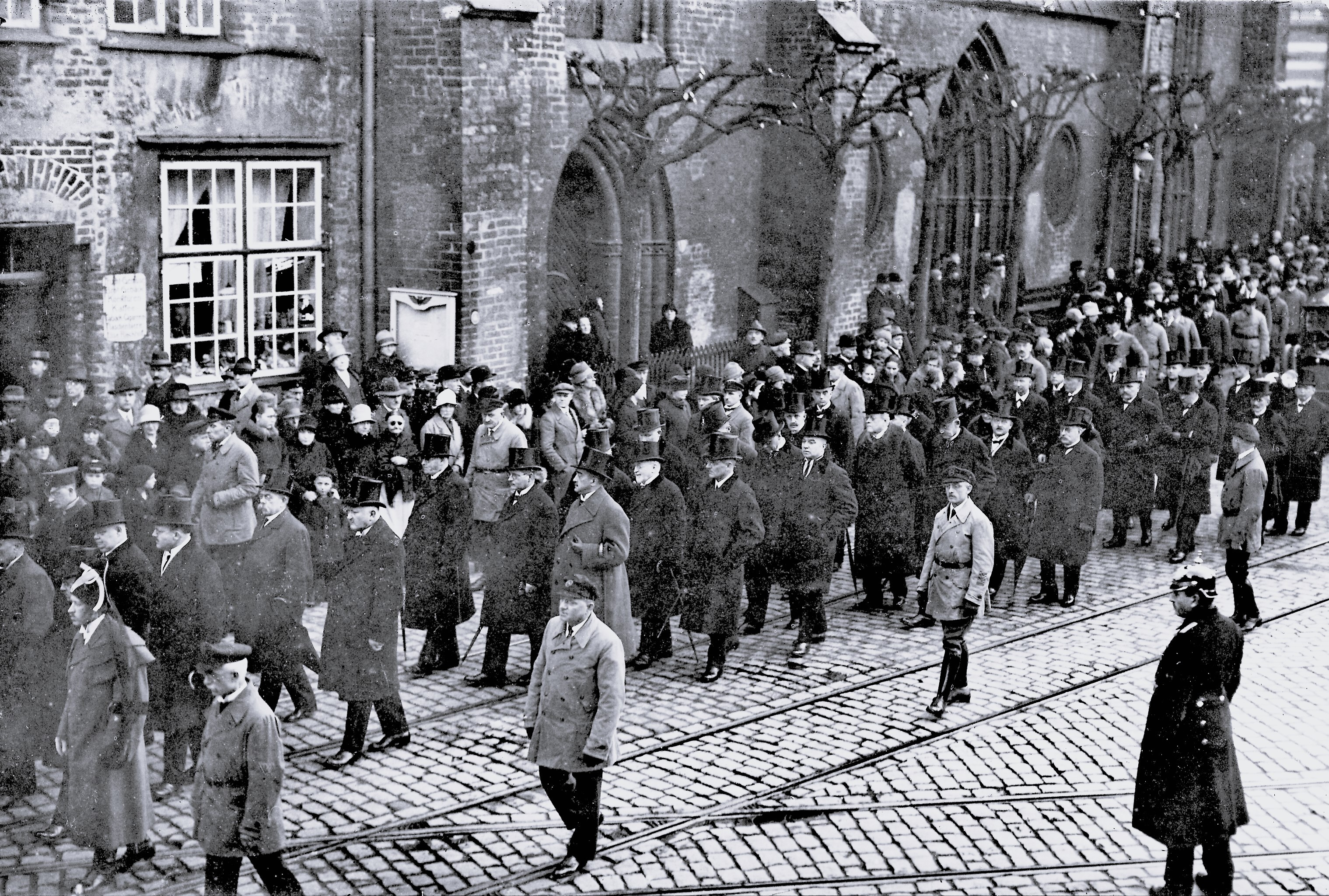
Senat im Trauerzug für Paul Hoff (1928)

Karl Herrmann Paul Geister (* 12. März 1874 in Weimar; † 25. April 1950 in Lübeck) war deutscher Jurist und Senator der Hansestadt Lübeck.

## Leben
Paul Geister studierte in München (1893 Mitglied des Corps Franconia München) und Bonn (1893 Mitglied des Corps Hansea Bonn). Er promovierte an der Universität Greifswald 1905 zum Dr. jur. und 1907 zum Dr. phil. 1909 wurde er Regierungsrat und Senatssekretär in Lübeck. 1918 trat er in die Lübecker Freimaurerloge Zur Weltkugel ein. In den 1920er Jahren kehrte er dem Staatsdienst den Rücken und wurde Rechtsanwalt in Lübeck. Als solcher wurde er Mitglied der Lübecker Bürgerschaft und 1926 zum nebenamtlichen Senator der Hansestadt Lübeck bestellt. In der Diskussion um die Reichsreform, die politisch nicht nur in Lübeck während der Weimarer Republik ein Thema war, erregte seine im Alleingang verfasste pro-preußische Schrift von 1931 Lübecks Zukunft: seine Stellung zur Reichsreform, zu Hamburg und Preussen im Vorfeld des dann von den Nationalsozialisten umgesetzten Groß-Hamburg-Gesetzes in Lübeck Aufsehen und Missbilligung von Seiten des restlichen Senats und der Verwaltung.
Der von Geister am 6. März 1933 vorgeschlagene Gesamtrücktritt des Senats scheiterte nur am Votum des stellvertretenden Bürgermeisters Georg Kalkbrenner. Kalkbrenner sollte aber am 12. Mai 1933 „freiwillig“ sein Amt als Mitglied des Senates niederlegen und in den vorzeitigen Ruhestand treten.
Im Vergleich zu anderen Senatsmitgliedern, die wie Heinrich Eckholdt (DStP) ihr Amt solidarisch mit denen der SPD am 6. niederlegten, verblieb Geister im Senat. Im Zuge der nationalsozialistischen Gleichschaltung wurde er mit Verfügung vom 11. März 1933 durch den Reichskommissar für die Hansestadt Lübeck Friedrich Völtzer seines Amtes als Senator auf der Grundlage der Verordnung des Reichspräsidenten zum Schutz von Volk und Staat vom 28. Februar 1933 enthoben.

## Werke
- Liegt bei der Lebensversicherung zu Gunsten Dritter eine Verfügung von Todeswegen oder eine Schenkung unter Lebenden vor? : (ein Fall des Vindikationslegats im Bürgerlichen Gesetzbuch). Greifswald:  Abel 1905 (Diss. iur.)
- Die Türkei im Rahmen der Weltwirtschaft. Greifswald: Abel 1907 (Diss. phil.)
- Richtlinien einer lübeckischen Verwaltungsreform, Coleman, Lübeck 1919
- Reichsgericht gegen Reichsgericht : (Rechtsunsicherheit und Wirtschaft). Hamburg: Sachse [ca. 1930]
- Lübecks Zukunft : seine Stellung zur Reichsreform, zu Hamburg und Preussen. Lübeck: Quitzow 1931